# Barba non facit philosophum

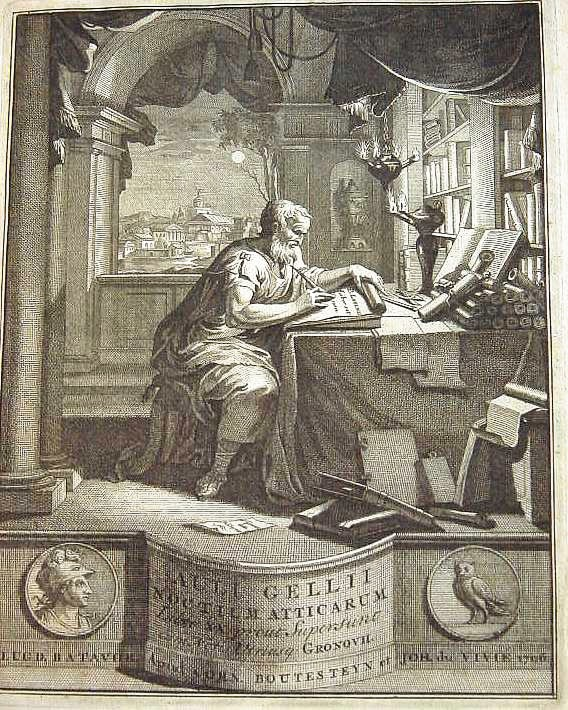
Фронтиспіс латинського видання «Аттичних ночей» (1706)

Barba non facit philosophum (з лат., дослівно — Борода ще не робить з тебе філософа, сутнісно — Борода ще не означає, що ти філософ) — латинська фраза, сенс якої полягає у тому, що вигляд людини не свідчить про те, ким вона є.

## Походження
Походження сентенції пов'язують з іменем римського письменника і філолога Авла Геллія (лат. Aulus Gellius) і, зокрема, з його єдиним твором «Аттичні ночі» (лат. «Noctes Atticae»).
У книзі IX «Аттичних ночей» (розділ 2, сторінки 1-7) Авл Геллій описує епізод, у якому жебрак з бородою до пояса попросив у давньогрецького ритора Ірода Аттичного (грец. - Ἡρώδης ὁ Ἀττικός) гроші на хліб. На запитання Ірода ким він є, жебрак відповів, що є філософом і що він дивується, як можна питатися про очевидні речі. На що консул відповів: «Video barbam et pallium; philosophum nondum video» (лат. —  Я бачу бороду і плащ; філософа я поки що не бачу).
У частині джерел походження фрази пов'язується з висловом Плутарха, що не можна зачаровуватися зовнішнім виглядом, не дізнавшись правди про людину («Застільні бесіди», 709b).

## Варіанти і подібні сентенції
- Barba non facit philosophum, neque vile gerere pallium (з лат., дослівно — Борода не робить філософом, як і носіння потертого плаща)
- Barba crescit, caput nescit (з лат., дослівно — Борода росте, а голова не знає[6], сутнісно — Борода росте, а розуму не додається[7][8][9])
- Barbatus magister (з лат., дослівно — Бородатий вчитель, сутнісно — Філософ)[10]